# William Hartmann
William Kenneth Hartmann (New Kensington, 6 giugno 1939) è un astronomo, pittore e saggista statunitense.

Origine della Luna secondo William K. Hartmann

È noto soprattutto per essere stato il primo a convincere la comunità scientifica che la formazione della Luna è stata causata dall'impatto di un corpo del sistema solare (Theia) con la Terra, dando origine anche all'inclinazione di 23° dell'asse terrestre. La sua Teoria del grande impatto (Giant impact hypothesis o anche, Big splash), peraltro ripresa da un'ipotesi formulata nel 1946 dal geologo canadese Reginald Aldworth Daly, è oggigiorno quella comunemente accettata.
Ricevette un Bachelor of Science in fisica alla Università della Pennsylvania, un Master in Science in geologia e un Philosophy Degree in astronomia all'Università dell'Arizona. La sua carriera copre oltre 40 anni, dai primi lavori negli anni '60 con Gerard Kuiper sul Mare Orientale della Luna, alla collaborazione con la NASA per la mappatura di Marte tramite le foto prese dal Mariner 9, fino ai recenti lavori al progetto Mars Global Surveyor.
Molto influenzato da Chesley Bonestell, è ritenuto uno dei maggiori artisti americani nel campo della illustrazione di soggetti spaziali. Assieme a Ron Miller ha scritto e illustrato molti libri sulla storia geologica della Terra e sul sistema solare.
Attualmente lavora come Senior Scientist al "Planetary Science Institute" di Tucson in Arizona. È anche membro della "International Association of Astronomical Artists". Ha scritto testi di insegnamento scientifico, racconti brevi e romanzi.
Dal 1996 al 1968 fece parte del "University of Colorado UFO Project", più noto come Condon Committee, uno studio sul fenomeno degli UFO avviato dalla U.S. Air Force. Dopo aver esaminato diversi dati, principalmente fotografici, li reputò dapprima inattendibili o non probanti, ma nel rapporto finale della commissione Hartmann ammise che due casi rimanevano non spiegati e potevano essere ritenuti una prova, seppur non conclusiva, della realtà degli UFO.
Hartmann, nel 1997 è stato il primo scienziato a ricevere la medaglia Carl Sagan per l'eccellenza nella comunicazione pubblica in scienza planetaria dalla American Astronomical Society. L'asteroide 3341 Hartmann prende il suo nome.